# شهرستان گوژوف
شهرستان گوژوف (به لهستانی: Powiat Gorzów) یک شهرستان در لهستان است که در استان لوبوسکی واقع شده‌است. شهرستان گوژوف ۱٬۲۱۳٫۳۲ کیلومتر مربع مساحت و ۶۵٬۵۴۶ نفر جمعیت دارد.